# Douglas Lewis
Douglas Lewis   (Toronto, 6 d'agost de 1898 - Los Angeles, 19 de febrer de 1981) va ser un boxejador canadenc que va competir durant la dècada de 1920 i 1930.
El 1924 va prendre part en els Jocs Olímpics de París, on guanyà la medalla de bronze de la categoria del pes wèlter, del programa de boxa.
En finalitzar els Jocs passà a lluitar com a professional, amb un balanç de 23 victòries, 8 derrotes i 2 combats declarats nul.